# Cristina Viéitez
Cristina Viéitez Manrique (Matachana, 1984) es una investigadora española que fue reconocida con el Premio L'Oréal-UNESCO a Mujeres en Ciencia.

## Trayectoria
En 2008, se licenció en Biología en la Universidad de León y en 2010 obtuvo un máster de Biomedicina en la Universidad de Barcelona con el apoyo de una beca de Fundación "la Caixa". En 2014, se doctoró en Biomedicina en la Universidad Pompeu Fabra. Al año siguiente, en 2015, comenzó su investigación posdoctoral en Biología de Sistemas en el Laboratorio Europeo de Biología Molecular, siendo la encargada de liderar un proyecto interdisciplinar entre el EMBL Heidelberg, de Alemania, y el EMBL-EBI, de Reino Unido.
Durante un año, fue científica senior en la Escuela Politécnica Federal de Zúrich en Suiza. En abril de 2023, gracias a una beca Ramón y Cajal, creó en el Instituto de Biología Funcional y Genómica, centro mixto de la Universidad de Salamanca y el Consejo Superior de Investigaciones Científicas (CSIC), un proyecto para investigación la comunicación entre proteínas, del que es su investigadora principal.

## Reconocimientos
En 2021, Cristina Viéitez Manrique recibió en Alemania el Premio Excellent Female Scientists de la Fundación Christiane Nüsslein-Vollhard. Posteriormente, en 2023, fue reconocida con el Premio L'Oréal-UNESCO a Mujeres en Ciencia por sus investigaciones en el campo de la epigenética. Ese mismo año, ganó el Premio INNOVA por sus avances en las terapias de enfermedades humanas. En 2024, fue galardonada con el Premio ICAL y recibió un ERC starting grant del Consejo Europeo de Investigación.